# О равновесии гетерогенных веществ
«О равновесии гетерогенных веществ» (англ. On the Equilibrium of Heterogeneous Substances) — 300-страничный труд американского математика и физика Уилларда Гиббса. Это один из основополагающих трудов в термодинамике, вместе с работой немецкого физика Германа Гельмогольца «О термодинамике химических процессов» (1882) (нем. Thermodynamik chemischer vorgänge). Вместе они являются основанием для химической термодинамики а также и для большой части физической химии.
«Равновесие» Гиббса положило начало химической термодинамики за счет интеграции химических, физических, электрических и электромагнитных явлений в целостную систему. Он ввел такие понятия, как химический потенциал, правило фаз, и другие составляющие основу для современной физической химии. Американский писатель Билл Брайсон описывает эту работу Гиббса, как «Начала термодинамики».
Работа была первоначально опубликована в сравнительно малоизвестном американском журнале Transactions of the Connecticut Academy в несколько частей, публикация шла с 1875 по 1878 годы, хотя обычно датой публикации указывают 1876 год. «О равновесии» стала известна, после того как она была переведена на немецкий Вильгельмом Оствальдом и на французский Анри Луи Ле Шателье.